# Re Umberto (metropolitana di Torino)
La stazione di Re Umberto è una stazione della linea 1 della Metropolitana di Torino. È una stazione sotterranea, posta all'intersezione tra corso Vittorio Emanuele II e corso Re Umberto.

## Storia
La stazione venne attivata il 5 ottobre 2007 come parte del prolungamento da XVIII Dicembre a Porta Nuova FS.

## Strutture e impianti
All'interno della fermata sono presenti vetrofanie con simboli collegati ai momenti più significativi del regno di re Umberto I di Savoia, con l'Esposizione generale italiana del 1884 tenutasi a Torino ed il libro Cuore, scritto nel 1886.

## Servizi
- Biglietteria automatica
- Accessibilità per portatori di handicap
- Ascensori
- Scale mobili
- Stazione video sorvegliata

## Interscambi
I principali interscambi sono con le linee 7, 9, 14, 15, 33, 52, 63, 64, 67, 68 e STAR 1.